# 마사역
마사역(Masa station, 麻仕驛)은 경상북도 안동시 북후면 도진리에 위치한 중앙선의 철도역이었다.
역 입구는 인근 마을에서 계단 형태로 나 있었으나, 현재는 역 승강장으로 통하는 계단 입구가 폐쇄되어 있다. 2013년 3월 28일에 영주댐 공사 관계로 문수역부터 이 역까지의 구간이 이설되었다. 2020년 12월 16일에 영주역 ~ 무릉 구간으로 선개통으로 인하여 폐역되었다.

## 역명 유래
1770년 경에 마을 개척 당시 마(麻)를 많이 재배하고 그 후 주민들이 마 가공기술이 능했다 하여 마사(麻仕)라고 한데서 비롯되었다.

## 연혁
- 1959년 3월 1일 : 무배치간이역으로 영업 개시[1]
- 1966년 8월 16일 : 역사 신축
- 1966년 8월 21일 : 배치간이역으로 승격[2]
- 1972년 7월 20일 : 무배치간이역으로 격하[3]
- 1976년 12월 31일 : 배치간이역으로 승격
- 1977년 3월 1일 : 보통역으로 승격[4]
- 1986년 7월 14일 : 역사 신축
- 2007년 6월 1일 : 무배치간이역으로 격하
- 2007년 6월 1일 : 여객 취급 중지
- 2013년 3월 28일 : 영주댐 문수 ~ 마사 구간 이설
- 2020년 11월 12일 : 폐역 고시[5]
- 2020년 12월 17일 : 폐역[6]